# Gordon Castle
Gordon Castle es una variedad cultivar de ciruelo (Prunus domestica), de las denominadas ciruelas europeas.
Una variedad de ciruela criada por John Webster, jardinero jefe en el Gordon Castle, y registrada por primera vez en 1864.
Las frutas de un tamaño bastante grande, encuadrada en el grupo de las Reinas Claudias, tiene color de la piel amarillo, con un rubor rosado en la zona expuesta al sol, y su pulpa de color amarillo verdoso, textura bastante suave, muy jugosa, con un sabor dulce y rico, lo que le da a la ciruela un sabor único.

## Historia
'Gordon Castle' es una antigua variedad de ciruela de la zona de Moray, en el noreste de Escocia. La ciruela 'Gordon Castel' fue criada por primera vez por John Webster, jardinero jefe en el Gordon Castle cerca de Fochabers y registrada por primera vez en 1864.
La variedad de ciruela 'Gordon Castle' está encuadrada en el grupo de las Reinas Claudias, y fue descrita por:1. Gard. Chron. 26:364. 1866. 2. Garden 54:318. 1898.
'Gordon Castle' está cultivada en la National Fruit Collection (Colección Nacional de Fruta) de Reino Unido, con el número de accesión: 1961 - 044 y nombre de accesión : Gordon Castle. Recibido por "The National Fruit Trials" (Probatorio Nacional de Frutas) en 1961 de ejemplar procedente de la «Scottish Horticultural Research Institute».

## Características
'Gordon Castle' árbol que tiene un fuerte crecimiento y su copa tiene un sistema de ramas aireado. Es auto estéril necesita polinizador. Es una de las pocas ciruelas nativas de Escocia y no está ampliamente disponible, solo en los mercados locales. Tiene un tiempo de floración que comienza a partir del 17 de abril con el 10% de floración, para el 20 de abril tiene una floración completa (80%), y para el 4 de mayo tiene un 90% de caída de pétalos.
'Gordon Castle' tiene una talla de tamaño bastante grande, de forma  irregular, en forma de huevo, siendo la sutura visible, con peso promedio de 76.80 g;epidermis tiene una piel gruesa, siendo el color de la piel amarillo, con un rubor rosado en la zona expuesta al sol; Pedúnculo de longitud corto, y anchura bastante grueso (promedio 15.34 mm), engrosado en su parte alta, muy adherente a la carne, situado en cavidad peduncular poco profunda; pulpa de color amarillo verdoso, textura bastante suave, muy jugosa, con un sabor dulce y rico, lo que le da a la ciruela un sabor único.
Hueso no adherido, grande, elíptico redondeado, surcos discontinuos, polo pistilar muy amplio, superficie escabrosa con frecuentes orificios junto al borde dorsal.
Su tiempo de recogida de cosecha se inicia en su maduración desde principios de septiembre a mediados de este mes. Para disfrutar su aroma y sabor plenamente es mejor comerla completamente madura.

## Cultivo
Utilizada como ciruela de postre con fruta jugosa dulce y bastante suave, también se usa como ciruela de cocina para hacer mermelada, especialmente cuando está poco maduro. Otra de sus aplicaciones es para producir licor de ginebra.